# 曉倫嶺 (加拿大倫敦)
曉倫嶺（英語：Huron Heights）是加拿大安大略省倫敦的一個社區。位於城市的東北部，發展始於1960年左右，並持續到1960年代後期，分為四期（其中一期通常被稱為曉倫村［Huron Village］），包括三所公立小學，並為該地區學生提供一所天主教小學，以及一所公立中學，即位於發展項目的西北部。西邊開發了大型商業廣場，主力雜貨店及百貨商店，中部開發了社區廣場。建造了一個城市競技場，後來又增加了一個公共游泳池。
曉倫嶺主要由低密度的獨立式住宅組成。截至2011年，該地區有19,470名居民。大部分社區被認為是低收入地區，平均家庭收入為71,288加元，平均住宅價值為231,279加元，房屋擁有率為57%。
曉倫嶺也是范莎學院（Fanshawe College）及西安大略大學的數千名學生的住處。

## 政府及政治
曉倫嶺位於倫敦-范莎（London-Fanshawe）聯邦選舉區。目前由新民主黨的麥迪森（Lindsay Mathyssen）代表，該黨於2019年首次勝選。
在省級，該地區位於倫敦-范莎（London-Fanshawe）選舉區。目前由新民主黨的阿姆斯特朗（Teresa Armstrong）代表，她於2011年首次當選，2014年再次當選。
在倫敦的無黨派市政政治中，曉倫嶺位於第3選區。目前由2014年首次當選的議員Mohamed Salih代表。

## 設施

### 教育
- 范莎學院（Fanshawe College） - public college of applied arts and technology, based in London.
- Montcalm Secondary School - public secondary school and part of the Thames Valley District School Board.
- 若望保祿二世天主教中學（John Paul II Catholic Secondary School） - separate (Catholic) secondary school and part of the London District Catholic School Board.
- Chippewa Public School - public elementary school and part of the Thames Valley District School Board.[4]
- Evelyn Harrison Public School - public elementary school and part of the Thames Valley District School Board.[5]
- 伊利近勳爵公立學校（Lord Elgin Public School） - public elementary school and part of the Thames Valley District School Board.

## 地點
該社區南接牛津街（Oxford Street），東接克拉克道（Clarke Road），北接泰晤士河（Thames River），西接比雅山路（Briarhill Avenue）及白加街（Barker Street）。它與亞皆老（Argyle）、卡靈（Carling）、石溪（Stoneybrook）和范莎（Fanshawe）這些住宅區以及工業機場社區接壤。